# Yilian Cañizares
Yilian Cañizares (/dʒiljan kaɲiˈθaɾes/), née le 16 décembre 1980 à La Havane, est une musicienne cubaine et suisse, installée en Suisse depuis 2000.

## Biographie
Née à La Havane, Yilian Cañizares étudie le violon dans sa ville natale, avec une professeur russe. À l'âge de seize ans elle part poursuivre ses études au Venezuela à l’Académie Latino-américaine de violon, puis en Suisse, au Conservatoire de Fribourg, à partir de 2000. En parallèle à sa formation comme musicienne classique elle s'ouvre au jazz et aux musiques du monde.
À la fin de ses études, elle fonde le groupe Ochumare, qui veut dire « arc-en-ciel » en yoruba, avec David Brito (contrebasse) et Cyril Regamey (batterie, percussions), puis continue sa carrière sous son propre nom. Elle est qualifiée de révélation de l’année 2013 par l’hebdomadaire français Le Nouvel Observateur et le magazine Les Inrockuptibles classe son album Invocación comme l’un des dix albums incontournables d’Amérique du Sud en 2015.
En 2018 elle sort l'album AGUAS en duo avec Omar Sosa et la participation du percussionniste Inor Sotolongo.
Le 15 novembre 2019 est publié le nouvel album « Erzulie », dédié à la divinité haïtienne de l’amour et de la liberté qui porte le même nom. Enregistré à New-Orléans, le disque est enrichi par la participation d’invités tels que Christian Scott (trompette),Michael League (contrebasse), Bill Laurance (piano), Bobby Sparks (orgue) et Justin Stanton (synthés). Avec cet album Yilian Cañizares est nommée pour les Songlines Music Awards comme meilleure artiste 2021.
Ces dernières années, elle a partagé la scène avec Ibrahim Maalouf, Omar Sosa, Youn Sun Nah, Richard Bona, Chucho Valdés, Roberto Fonseca, Dhafer Youssef, El Comité.
Yilian Cañizares enseigne par ailleurs le violon à l’École de jazz et de musique actuelle de Lausanne.

## Style
Son style reflète ses différentes influences. On y retrouve des touches de jazz, de classique, de musique cubaine, avec une large place laissée à l’improvisation,. Le magazine Les Inrockuptibles parle d’une « orchestration jazz mêlée de percussions empruntées aux rituels yoruba. » Elle chante en espagnol, en yoruba et en français et l'une de ses particularités est de chanter et de jouer du violon en même temps,.

## Discographie
Ochumare Quartet
- 2009 - Caminos
- 2011 - Somos Ochumare

Yilian Cañizares
- 2013  - Ochumare, LP, Naïve Records
- 2015 - Invocación, LP, Naïve Records
- 2019 - Erzulie, LP, Planeta Y
- 2022, Resilience, EP, Planeta Y

Omar Sosa - Yilian Cañizares
- 2018 - Aguas, LP
- 2019 - Omar Sosa & Yilian Cañizares feat. Gustavo Ovalles live at Elbphilarmonie - Hamburg

## Musiciens
- Daniel Stawinski – piano (sur Ochumare et Invocación)
- David Brito – contrebasse (sur Ochumare et Invocación)
- Cyril Regamey – batterie, percussions (sur Ochumare et Invocación)
- Inor Sotolongo (sur Invocación et Erzulie)
- Childo Tomas (sur Erzulie)